# Silk Stockings (Musical)
Silk Stockings ist ein Musical von Cole Porter nach dem Film Ninotschka von Ernst Lubitsch, dieser beruht auf dem Schauspiel Ninocska (1937) von Melchior Lengyel. Die Uraufführung fand am 24. Februar 1955 im Imperial Theatre in New York statt; die Ninotschka spielte damals Hildegard Knef (unter dem Pseudonym Hildegarde Neff) und blieb damit für viele Jahrzehnte die einzige Deutsche in einer Hauptrolle am Broadway. Neben Knef spielten u. a. Don Ameche und Gretchen Wyler; das Stück wurde 478-mal am Broadway aufgeführt. Die deutschsprachige Erstaufführung fand am 5. Oktober 1974 im Linzer Landestheater in einer Übersetzung von Wilfried Steiner statt.

## Inhalt
In der Zeit des Kalten Krieges wird die sowjetische Geheimagentin Nina Yaschenko, natürlich eine überzeugte Kommunistin, in das kapitalistische und dekadente Paris geschickt. Sie soll den sowjetischen Nationalkomponisten Pjotr Iljitsch Boroff zurückholen und drei Funktionäre der Moskauer Kulturbehörde, die aus demselben Grund dort sind, wieder ideologisch auf Kurs bringen. Ihr Gegenspieler ist der amerikanische Filmproduzent Steve Canfield, der den Komponisten für eine Filmmusik in Paris behalten will. Doch die Hardlinerin erliegt bald dem Charme der Seine-Metropole, den Vorzügen der westlichen Lebensart und erst recht den Verführungskünsten des Amerikaners, was sie sich aufgrund ihres festen Klassenstandpunktes aber nicht eingestehen will. Nina kehrt nach Moskau zurück, findet aber an ihrem früheren Leben keinen rechten Geschmack mehr, und das von ihr beaufsichtigte Wohnquartier entwickelt sich zu einem Refugium für Dissidenten und freidenkende Künstler. Als Canfield in Moskau erscheint, um Nina zurückzugewinnen, entgehen beide im letzten Moment dank einer List der Verhaftung und können sich zusammen in den Westen absetzen.

## Musiknummern
I. Akt
- Overture
- 1. Lobby Music
- 2. "Too Bad" – Alexis, Ensemble
- 3. "Too Bad" (Reprise) – Alexis, Ensemble
- 4. "Too Bad" (Change Music)
- 5. "Paris Loves Lovers" – Canfield, Ninotschka
- 6. "Paris Loves Lovers" (Change)
- 7. "Stereophonic Sound" – Janice
- 8. "Stereophonic Sound" (Change)
- 9. "Chemical Reaction" / "All of You" – Ninotschka, Canfield
- 10. Before Ladder
- 11. After Ladder
- 12. "Satin and Silk" – Janice
- 13. "Satin and Silk" (Bridge)
- 14. "Without Love" – Ninotschka
- 15. Finale Act I – Canfield

II. Akt
- Entr’acte
- 16. Introduction to Act II
- 17. "Hail, Bibinski" – Iwanow, Brankow, Bibinski, Ensemble
- 18. "Hail, Bibinski" (Play Off) – Iwanow, Brankow, Bibinski, Ensemble
- 19. "As On Through the Seasons We Sail" – Canfield, Ninotschka
- 20. "Josephine" – Janice, Ensemble
- 21. "Siberia" – Iwanow, Brankow, Bibinski
- 22. Lobby (II)
- 23. "Silk Stockings" – Canfield
- 24. "Stereophonic Sound" (Reprise) – Janice
- 25. Apartment Change – Männerstimmen off-stage
- 26. "Red Blues" – Ensemble
- 27. Finale ultimo: "Too Bad" – Company
- Exit Music

## Verfilmung
Das Musical wurde 1957 von Rouben Mamoulian u. a. mit Fred Astaire, Cyd Charisse, Janis Paige und Peter Lorre verfilmt (dt. Titel: Seidenstrümpfe).